# Bullpup
Una arma de foc bullpup és aquella que té el sistema de recàrrega i el mecanisme de tret a la culata, per darrere del disparador. Aquesta configuració permet dissenys més compactes que les armes de foc convencionals (amb el carregador i mecanisme de tret davant del gallet). L'escocès James Baird Thorneycroft va patentar el primer disseny conegut de fusells tipus bullpup l'any 1902. Continuaren diversos a França i els Estats Units però fou finalment Txecoslovàquia el primer país a produir en sèrie una arma de foc bullpup el fusell antitancs M.SS.41, l'any 1941. Alguns exemples d'armes de foc en servei amb configuració bullpup: són el fusell d'assalt FAMAS, fusell d'assalt de servei a l'Exèrcit francès; i el fusell Tavor, fusell d'assalt de servei a les Forces de Defensa d'Israel.

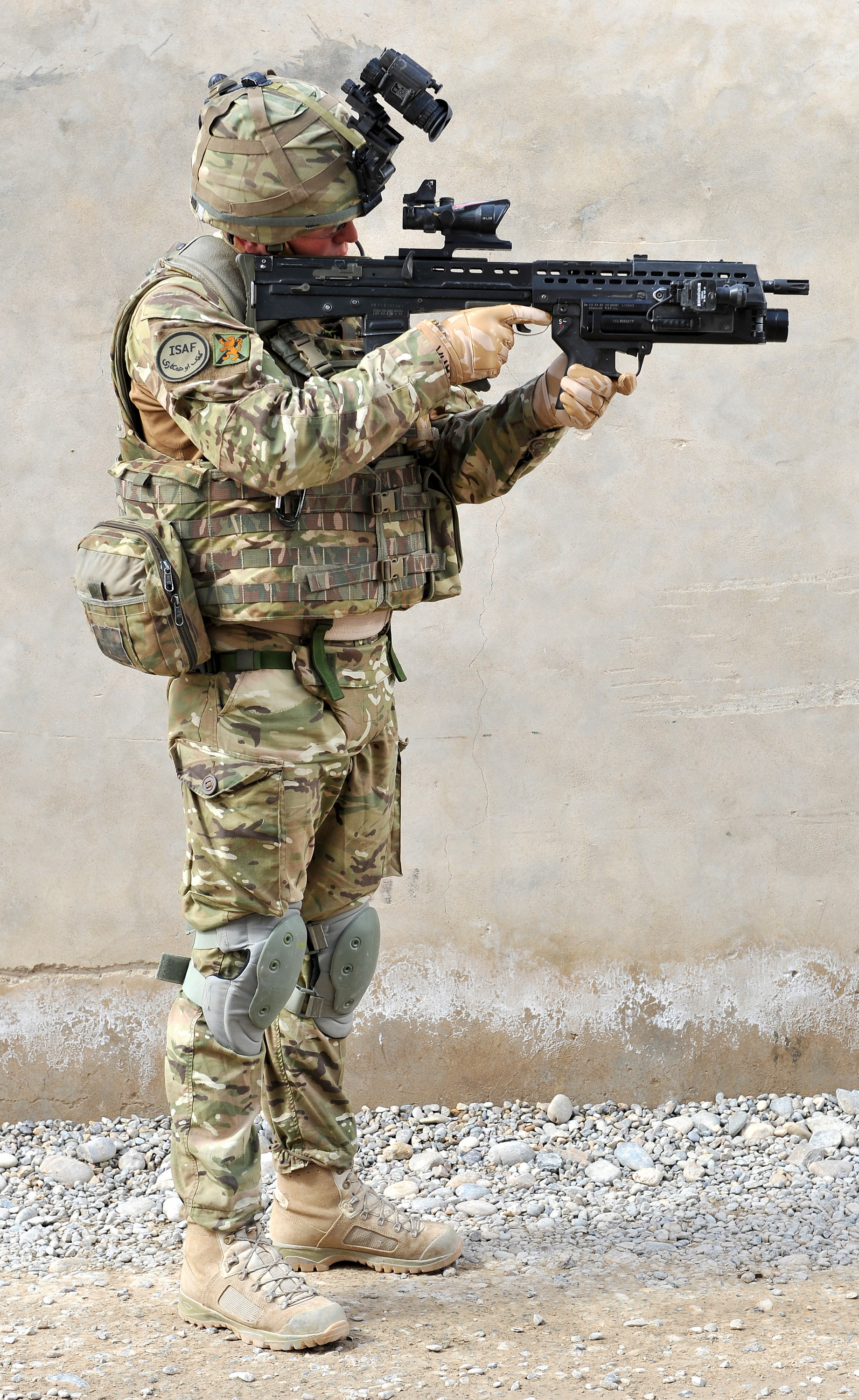
Soldat britànic amb un fusell SA80 de configuració bullpup (el carregador queda cobert per l'avantbraç).

Les armes de foc bullpup tenen una configuració, aparença i característiques diferenciades d'altres armes de foc amb configuració convencional. L'avantatge principal és el format més compacte, la qual cosa permet un canó més llarg en la mateixa longitud d'arma, fet desitjable per a aconseguir una major velocitat i precisió amb la mateixa munició. Un altre avantatge és que tenen una proporció de pes major a la culata, permetent un major control de l'arma en tir automàtic ajudat també per un menor retrocés d'aquests dissenys. Per aquestes característiques les armes bullpup són més àgils pel combat urbà o en espais confinats.